# William Rockefeller (Schiff)
Die William Rockefeller war ein US-amerikanisches Öltankschiff, das 1942 von einem deutschen U-Boot versenkt wurde. Es zählte zu den größten Tankschiffen seiner Zeit.

## Technik
Die William Rockefeller war 174,6 Meter lang und 22,86 Meter breit. Der Tiefgang betrug 9,66 Meter, die Verdrängung lag bei 22.390 Tonnen. Der Antrieb erfolgte durch zwei Kolbendampfmaschinen, die auf zwei Propeller wirkten. Die Leistung betrug 4100 PS, die Höchstgeschwindigkeit 10,3 Knoten.

## Geschichte
Der erste Tanker mit dem Namen William Rockefeller (7157 BRZ – 15.500 Tonnen Verdrängung) wurde 1916 in Philadelphia, Pennsylvania, erbaut. Er war eines von sieben großen Tankschiffen, die von der amerikanischen Marine ab August 1917 eingesetzt wurden. Als USS William Rockefeller (ID # 1581) wurde er in den Naval Transportation Service Overseas integriert, als diese Organisation am 9. Januar 1918 gegründet worden war. Zu dieser Zeit befand er sich auf einer Reise von Schottland nach New York, wo er am 12. Februar eintraf. Nachdem er seine Ladung Öl in Philadelphia aufgenommen hatte, fuhr der Tanker nach New York, das er in einem Konvoi am 28. Februar verließ mit dem Zielhafen Sheerness, England, wo er am 18. März ankam. Zurück in Philadelphia für eine neue Ladung Heizöl, verließ er New York in einem Konvoi am 29. April und traf am 15. Mai in Lamlash, Schottland ein. Drei Tage später  fuhren  sie nach Rosyth mit einer Eskorte von zwei Zerstörern. Am 21. Mai 1918 wurde William Rockefeller von dem deutschen U-Boot UC-58 torpediert und sank in 13 Minuten. Sie verloren drei von ihrer aus 51 Personen bestehenden Mannschaft.
Der zweite Tanker gleichen Namens wurde von Newport News Shipbuilding in Newport News, Virginia gebaut. Es wurde nach dem Wirtschaftsmagnaten William Rockefeller benannt und 1921 bei Standard Oil in Dienst gestellt. Das Schwesterschiff war die John D. Archbold.
1927 ging das Schiff in den Besitz von Standard Shipping über, 1935 wurde wieder Standard Oil Besitzer des Tankers, der unter panamaischer Flagge fuhr.
Es transportierte 135.000 Barrel Öl von Aruba nach New York City, als es am 28. Juni 1942 gegen 18.26 Uhr vom deutschen U-Boot U 701 unter Führung von Horst Degen mit einem Torpedo getroffen wurde. Der Tanker, der von der USS CG-460 der US Coast Guard begleitet wurde, fuhr einen geraden Kurs bei etwa 9,2 Knoten. Der Torpedo traf backbord den Pumpenraum, riss mittschiffs ein Loch von etwa 6 Meter Durchmesser in die Außenhaut und führte so zur Flutung des Pumpenraums und des Tanks Nr. 5. Das auslaufende Öl entzündete sich und hüllte das Schiffsheck in Flammen, so dass die Besatzung von Bord flüchtete. Die neun Offiziere, 35 Besatzungsmitglieder und sechs für die Kanone zuständigen Soldaten(?) (das Schiff war mit einer 3in-Kanone bewaffnet) verließen das Schiff in vier Rettungsbooten und wurden nach 20 Minuten von der Eskorte aufgenommen und am selben Nachmittag an der Ocracoke Coast Guard Station an Land gesetzt. Das U-Boot wurde erfolglos durch die Begleit-Flugzeuge der US-Küstenwache angegriffen. Das treibende, brennende Wrack wurde mit einem "Gnadenschuß" in 35°11N/75°07W um 05.25 Uhr am 29. Juni versenkt.